# Christopher Thomson
Christopher Thomson (1875. április 13. – 1930. október 5.) brit politikus, katona, Thomson 1. bárója.

## Élete

### Ifjúkora
Thomson Brit Indiában született, neves angol katonacsaládban. Édesapja David Thompson dandártábornok volt, ám édesanyja felmenői között is csak katonák voltak. Thomson hazatérését követően a Cheltenham College-ban (Cheltenhami Egyetem). 1894-ben diplomázott le a Sandhursti Királyi Katonai Akadémián, ezt követően pedig csatlakozott a hadsereghez.

### Pályafutása
A Royal Engineers (Szabad fordításban: „Királyi Mérnökök”) kötelékében Mauritiuson szolgált, ezt követően pedig a második búr háborúban is harcolt.
Az első világháború során a Brit Expedíciós Haderőnél teljesített szolgálatot, és a legfőbb összeköttető volt John French és Joseph Joffre (az angol-francia szövetséges csapatok parancsnokai) között. 1915-ben a Román Királyságba küldték, hogy részt vegyen a román csapatok harcra való felkészítésében. Thomson folyékony francia tudásának köszönhetően sikeresen kezdett hozzá attachéi teendőinek, ám hamar belátta, hogy a román haderő nem elég erős az egyesült német és osztrák-magyar csapatok feltartóztatásához.
Thomson a versailles-i béketárgyalásokon a brit delegáció tagja volt.
A béketárgyalásokat követően belépett a Munkáspártba és indult az 1922-es és 23-as választásokon is, ám nem sikerült bejutnia a parlamentbe. Később Ramsay MacDonald elnök rövid életű kabinetjének légügyi-minisztere volt.
1930. október 5-én Thomson egy R101-es brit léghajó lezuhanása közben életét vesztette.

## Fordítás
- Ez a szócikk részben vagy egészben  a   Christopher Thomson, 1st Baron Thomson című angol Wikipédia-szócikk fordításán alapul.  Az eredeti cikk szerkesztőit annak laptörténete sorolja fel. Ez a jelzés csupán a megfogalmazás eredetét és a szerzői jogokat jelzi, nem szolgál a cikkben szereplő információk forrásmegjelöléseként.